# Râjlețu-Govora, Argeș
Râjlețu-Govora este un sat în comuna Uda din județul Argeș, Muntenia, România.